# 1. bosanski korpus (NOVJ)
1. bosanski korpus je bil partizanski korpus, ki je deloval kot del NOV in POJ v Jugoslaviji med drugo svetovno vojno.
Korpus je bil ustanovljen 9. novembra 1942 in 5. oktobra 1943 je bil preimenovan v 3. korpus

## Sestava
- 4. divizija
- 5. divizija
- 6. vzhodnobosanska brigada
- vsi NOP odredi vzhodne Bosne